# Linaria dominii
Linaria dominii är en grobladsväxtart som beskrevs av George Claridge Druce. Linaria dominii ingår i släktet sporrar, och familjen grobladsväxter. Inga underarter finns listade i Catalogue of Life.